# Sérvulo Esmeraldo
Sérvulo Esmeraldo (Crato, 27 de fevereiro de 1929 - Fortaleza, 1° de fevereiro de 2017) foi um artista brasileiro de escultura, gravura, ilustração e pintura, conhecido por seu rigor geométrico-construtivo e suas incursões no campo da arte cinética.

## Juventude
Iniciou a carreira artística na adolescência, com xilogravuras.
No ano de 1951, se mudou para São Paulo, onde estudou arquitetura.  e então, dedica-se à xilogravura, realizando sua primeira exposição individual, no Museu de Arte Moderna de São Paulo.

## Vida Artística

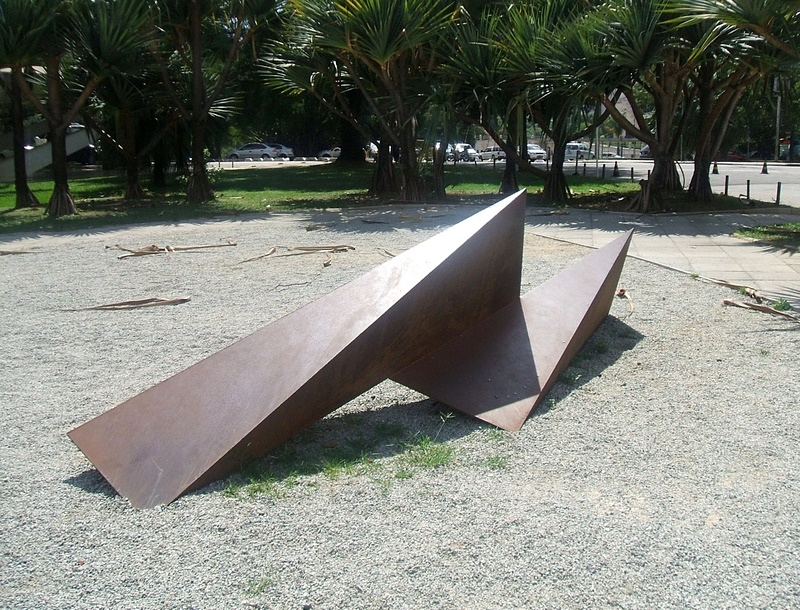
Tetraedros, 1997. Aço corten, 70 x 450 x 70 cm. Acervo do Museu de Arte Moderna de São Paulo.

Na mesma época de sua primeira exposição individual no MAM, ganha bolsa de estudos do governo francês, residindo no país até 1979.  Em Paris, frequenta o ateliê de litogravura da École Nationale des Beaux-Arts e estuda com Johnny Friedlaender.
Na década de 1960, inicia suas criações no campo da arte cinética, trabalhando como materiais como com ímãs, eletroímãs e por gravidade. Em 1974 participa da exposição L'idée et La Matière, na Galeria Denise René, em Paris. Retorna definitivamente a Fortaleza no ano de 1980. Em 1983, recebe o Prêmio Melhor escultor do ano da Associação Paulista de Críticos de Arte.
Em 2011, a Pinacoteca do Estado de São Paulo faz retrospectiva da obra do artista com publicação de livro coordenado por Aracy Amaral. No ano de 2012, abre a mostra Simples como o Triângulo, em São Paulo, na galeria Raquel Arnaud.

## Morte
Internado em Fortaleza no 17 de janeiro de 2017, não resiste e falece aos 87 anos. Assistido por sua companheira Dodora, se foi de forma tranquila. O velório ocorreu na quinta-feira, 2 de fevereiro na capela do Palácio da Abolição.